# 宿屋町東
宿屋町東（しゅくやちょうひがし）は、大阪府堺市堺区にある地名。2024年現在の行政地名は宿屋町東一丁から宿屋町東三丁。住居表示は実施済。

## 地理
堺区の中央部に位置する。南東は北向陽町、南西は材木町東、北西は宿屋町西、北東は神明町東に接する。北西から順に一丁から三丁がある。

## 歴史

### 地名の由来
「宿屋町」の地名は、当地付近が昔宿場であり、宿屋が多かったことに由来するという。

### 沿革
- 1872年（明治5年）、両替町・大黒町・宿屋寺町・宿屋農人町より宿屋町東成立。堺町のうち。
- 1879年（明治12年）、郡区町村編成法施行により、堺区の所属となる。
- 1889年（明治22年）、市制施行により、堺市の所属となる。
- 1932年（昭和7年）、一部を中向陽町1 - 2丁・北向陽町1 - 2丁に編入。
- 1939年（昭和14年）、材木町東1 - 4丁の一部を編入。
- 1959年（昭和34年）、一部を材木町東1 - 4丁に編入し、宿屋町の一部を編入[7]。
- 2006年（平成18年）、堺市が政令指定都市に移行し、行政区を設置。宿屋町東は堺区の所属となる。

## 世帯数と人口
2024年（令和6年）8月31日現在の世帯数と人口は以下の通りである。
| 丁           | 世帯数  | 人口  |
| ------------ | ------- | ----- |
| 宿屋町東一丁 | 180世帯 | 247人 |
| 宿屋町東二丁 | 77世帯  | 145人 |
| 宿屋町東三丁 | 112世帯 | 222人 |
| 計           | 369世帯 | 614人 |

### 人口の変遷
| 1995年（平成7年）  | 664人 | [ 8 ]  |  |
| 2000年（平成12年） | 615人 | [ 9 ]  |  |
| 2005年（平成17年） | 631人 | [ 10 ] |  |
| 2010年（平成22年） | 624人 | [ 11 ] |  |
| 2015年（平成27年） | 591人 | [ 12 ] |  |
| 2020年（令和2年）  | 612人 | [ 13 ] |  |

### 世帯数の変遷
| 1995年（平成7年）  | 240世帯 | [ 8 ]  |  |
| 2000年（平成12年） | 238世帯 | [ 9 ]  |  |
| 2005年（平成17年） | 253世帯 | [ 10 ] |  |
| 2010年（平成22年） | 309世帯 | [ 11 ] |  |
| 2015年（平成27年） | 310世帯 | [ 12 ] |  |
| 2020年（令和2年）  | 273世帯 | [ 13 ] |  |

## 学区
市立小・中学校に通う場合、学区は以下の通りとなる。
| 丁           | 番   | 小学校         | 中学校             |
| ------------ | ---- | -------------- | ------------------ |
| 宿屋町東一丁 | 全域 | 堺市立錦小学校 | 堺市立殿馬場中学校 |
| 宿屋町東二丁 | 全域 | 堺市立錦小学校 | 堺市立殿馬場中学校 |
| 宿屋町東三丁 | 全域 | 堺市立錦小学校 | 堺市立殿馬場中学校 |

## 事業所
2021年（令和3年）現在の経済センサス調査による事業所数と従業員数は以下の通りである。
| 丁           | 事業所数 | 従業員数 |
| ------------ | -------- | -------- |
| 宿屋町東一丁 | 10事業所 | 99人     |
| 宿屋町東二丁 | 6事業所  | 24人     |
| 宿屋町東三丁 | 18事業所 | 56人     |
| 計           | 34事業所 | 179人    |

## 交通

### 鉄道
- 阪堺電気軌道阪堺線 - 妙国寺前停留場

### バス
- 南海バス[16]
- 16・61系統：材木町

### 道路
- 大道筋

## 施設
- 宝珠学園幼稚園
- 宝珠院
  - 土佐十一烈士墓（国指定史跡）
- 蓮花寺
- 本受寺
- 極楽橋
- 土居川公園

## 郵便
- 郵便番号：590-0936[3]（集配局：堺郵便局[17]）。

## ギャラリー

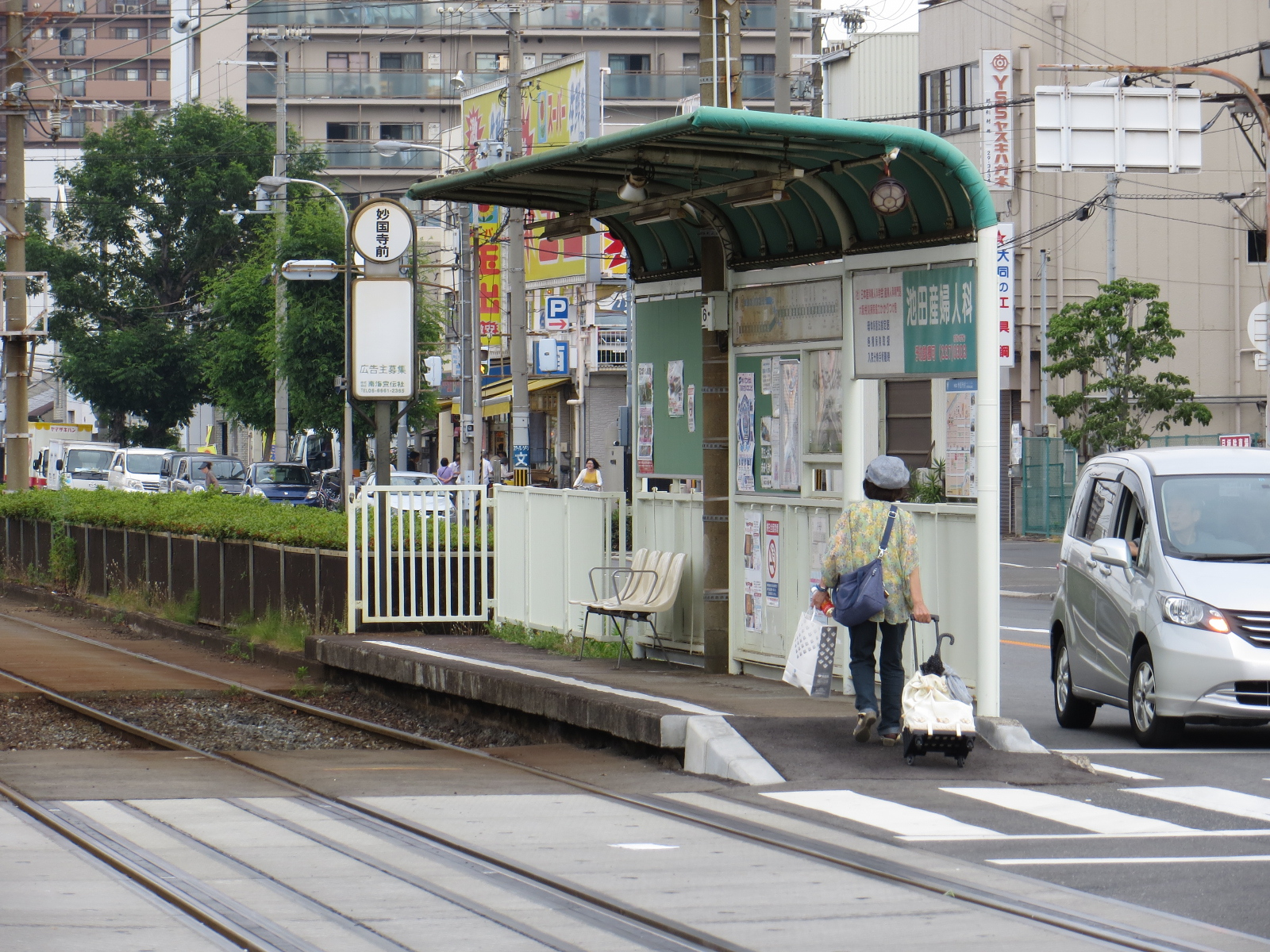
阪堺電気軌道阪堺線 妙国寺前停留場